# فيديريكو فيفياني
فيديريكو فيفياني (بالإيطالية: Federico Viviani)‏ هو لاعب كرة قدم إيطالي في مركز قلب الدفاع، ولد في 19 أكتوبر 1981 في بيزا في إيطاليا. لعب مع نادي ألساندريا ونادي بيزا ونادي تارانتو 1927 ونادي كروتوني.

## وصلات خارجية
- فيديريكو فيفياني على موقع قاعدة بيانات كرة القدم.إي يو (الإنجليزية)
- فيديريكو فيفياني على موقع Soccerway.com (الإنجليزية)
- فيديريكو فيفياني على موقع عالم كرة القدم.نت (الإنجليزية)